# Ferenczy Károly (színművész)
Ferenczy Károly, született Szabó Károly Imre Zoltán (Budapest, 1876. október 29. – Budapest, 1945) színész, színházigazgató. Krecsányi Veron férje.

## Életútja
Keresztelési és házassági bejegyzése alapján anyja, Szabó Mária napszámosnő volt, míg saját elmondása alapján Ferenczy József színész, a Népszínház rendezőjének és Beretvás Teréz vidéki színésznő gyermekeként született. Szülei a papi pályára szánták, de nyugtalan természete miatt otthagyta a zárdát és elszökött Bárdi Lajos nagylaki színtársulatához. Azonban a vidéki vándorélet és a vele járó sok nélkülözés megtörte. Ekkor beiratkozott Fülöp Sándor színésziskolájába. Azután Brassóban működött, Egry Kálmánnál. Néhány évi barangolás után Feld Zsigmond színtársulatához szerződött. Ezután ismét vidékre ment. Szerepelt 1896-ban ifj. Polgár Károly, Kömley Gyula, Hajdú István, Rakodczay Pál színtársulatánál. 1898 februárjában eljegyezte Lipkay Matildot.
1902-ben felkerült a Magyar Színház kötelékébe, ahol nagy sikerei voltak. Magyar Színházi szereplése alatt történt meg vele az alábbi szenzációs esemény, amiről sokáig beszéltek színházi körökben. Egyik darabban egy betörő figuráját osztották rá. A gyönyörű kiállítású darab azonban megbukott; erre Ferenczy a betörő maszkjában elment egy előkelő vendéglőbe, ahol megjelenésével az akkori politikai viszonyok miatt nagy pánikot idézett elő; a rendőrhatóság veszedelmes gazembert látván benne, letartóztatta. Másnap az előadást nem tudták elkezdeni, mert a főszereplő hiányzott. Nagy lótás-futás után végre megtalálták a VII. kerületi rendőrség fogdájában, ahonnan Tomcsányi képviselő intervenciójára, miután a tréfa tisztázódott, Ferenczyt visszavitték a színházhoz. Ettől kezdve megfordult a darab sorsa, mert Ferenczy ötletessége zsúfolt házakat vonzott.
Ezután visszament a vidékre, Csóka Sándor miskolci társulatához, ahonnan Krecsányi Ignác szegedi színházához került. Ekkor Krecsányi nevelt lányát, Verát 1902-ben megszöktette és Szegeden házasságra léptek. Gyermekeik: Veronika (sz. Pozsony, 1903. január 17.), Károly és János. 
Kassán Szendrey Mihály színtársulatának volt a tagja. Kassáról elszerződött Janovics Jenőhöz Szegedre, ahonnan 1903-ban Beöthy László a Király Színházhoz hívta meg. Itt az Aranyvirágban mutatkozott be és mint táncos-komikus a legelső sorba került. 1905. augusztus havában átszerződött a Magyar Színházba, ahol mint drámai színész a Koldusgrófban aratta első nagy sikerét. 1907 és 1912 között a Városligeti Színházban szerepelt, 1910—12-ben a Vígszínház tagja volt. 1912. október 30-án kabarét nyitott a Gyár utca 21. szám alatt.
Az első világháború kitörésekor önként jelentkezett a harctérre, ahonnan súlyos sebesüléssel tért haza. Ezután a Fővárosi Orfeumban működött, ahol szcenírozott dalaival aratott sikert, majd Nagy Endre kabaréjának volt kiváló tagja. 1925. október havától a Városi Színház tagja volt 1931-ig. 1930–31-ben mint az intézmény helyettes igazgatója, 1931–32-ben igazgatójaként működött. Ezután alig kapott szerepet. 1939–1941 között a Turul Szépmíves Céh nevű könyvkiadó munkatársa volt.

## Fontosabb színházi szerepei
- Barmuche (Herblay: Bohémszerelem)
- (ifj. J. Strauss: A cigánybáró)
- Ripacs (Szigeti J.: Csókon szerzett vőlegény)
- Saint Hypothèse (Hervé: Lili)

## Filmszerepei
- Maga talán beteg (1908, rövid)
- A pesti zsidó (1908, rövid)
- Vidám sportkép (1912, rövid)
- Tatárjárás (1917)
- A kormánybiztos (1919, rövid) – Tuzár mester
- Az örök titok (1938) – kocsmáros
- Fehér vonat (1943) – professzor úr

## Lemezfelvételei
- Ellopták szívemet (Mészáros Gizával, Jumbola-Record, 1911 körül)[5]
- Előbb csak lassan, csendesen (Kék róka) (Mészáros Gizával, Jumbola-Record, 1911 körül)[6]